# Соколово (Нікольський район)
Соколо́во (рос. Соколово) — присілок у складі Нікольського району Вологодської області, Росія. Входить до складу Краснополянського сільського поселення.

## Населення
Населення — 65 осіб (2010; 53 у 2002).
Національний склад (станом на 2002 рік):
- росіяни — 100 %